# Диканська селищна рада
Диканська селищна рада Диканської селищної територіальної громади (до 2020 року — Диканська селищна рада) — орган місцевого самоврядування Диканської селищної територіальної громади Полтавського району Полтавської області з центром у смт Диканька.

## Населені пункти
Селищній раді були підпорядковані населені пункти:
- смт Диканька
- с. Василівка
- с. Проні
- с. Трояни

Наприкінці 2020 року було розпочато реорганізацію сільських рад та їх виконавчих комітетів шляхом приєднання до Диканської селищної ради, внаслідок чого вона є правонаступником майна, прав і обов'язків відповідних рад.